# Weskarinis

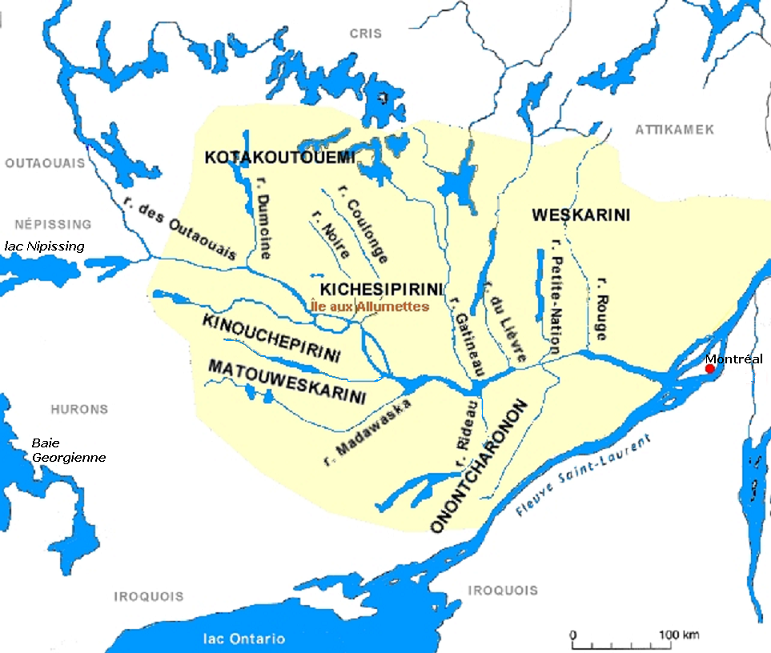
Nations algonquines de la vallée de l'Outaouais,
première moitié du XVIIe siècle.

Les Weskarinis « Peuple de la Petite Nation » (ou peuple du Chevreuil dans la langue algonquine en algonquin) sont un peuple algonquien vivant au sud-ouest du Québec, au Canada. Les tribus des Weskarinis vivaient et chassaient toutefois principalement dans les secteurs de la rivière de la Petite Nation, de la Lièvre et de la Rouge en Outaouais et Laurentides.

## Histoire
Il est possible de croire que le groupe des Matouweskarinis qui occupaient la rivière Madawaska en Ontario et les Weskarinis étaient de la même famille.
Ils semblent avoir vécu aux abords de la rivière des Outaouais. La rivière de la Petite Nation, traversant les régions des Laurentides et de l'Outaouais, rappelle également leur ancien territoire. Ils s’étendaient sur un très vaste territoire, soit de la vallée de l’Outaouais et des Hautes-Laurentides, jusqu’à Nominingue au Nord, en passant par le lac Simon, puis descendant jusque dans la région des Grands Lacs.
C'était une communauté nomade, vivant de la chasse, de la pêche et de la cueillette. Les Oueskarinis commerçaient par le troc avec les peuples voisins. C'est au retour de l'un de ces voyages commerciaux, en 1653, qu'ils sont décimés par les Iroquois, près du Petit lac Nominingue, lors d'une embuscade. À la tête de la seconde partie migrante vers l’est, Sachem Charles Pachirini, une personnalité marquante de ce peuple algonquien se chargea de diriger cette partie de la tribu des Weskarinis. Ce groupe sera baptisé au nom de la religion catholique entre les années 1643 et 1650 par les Pères Jésuites de Montréal. Ils s’installeront finalement près du fort de Trois-Rivières qui leur assurait la protection,,.
Au XVIIe siècle, une partie des Weskarinis convertie au christianisme et menée par le chef Charles Pachirini se fixe près du fort de Trois-Rivières. Parmi eux, la mère de Kateri Tekakwitha.